# Abolfazl Ahankhah
Pour les articles homonymes, voir Abolfazl Jalili et Abolfazl Pouarab.
Abolfazl Ahankhah est un acteur iranien.

## Filmographie
- 1990 : Close up (en persan: نمای نزدیک ; Nema-ye Nazdik)